# توني بلفنز
توني بلفنز (بالإنجليزية: Tony Blevins)‏ هو لاعب كرة قدم أمريكية أمريكي، ولد في 29 يناير 1975 في روكفورد في الولايات المتحدة.

## وصلات خارجية
- توني بلفنز على موقع مرجع كرة القدم المحترفة.كوم (الإنجليزية)